# Vidda Priego
Vidda Priego Bueno (Valencia, 1977) es una persona que se dedica a la actuación y a la comedia. También es guionista y coach teatral trans no-binaria. Ha realizado varios monólogos en los que utiliza el humor para hacer pedagogía sobre el no-binarismo. También ha formado parte del reparto de largometrajes y de series de televisión, como Los hombres de Paco.   

## Trayectoria
Se licenció en Arte Dramático por el Institut del Teatre de Barcelona. Estudió en  "Estudis de teatre Berty Tobias" y en las facultades de teatro y movimiento DAMU y HAMU de Praga (República Checa). Participó en el Programa de Tecnica Meisner de Javier Galitó-Cava.
Es autora de los monólogos Por tu pulpa pulpita , Monólogos poligoneros y Género y figura.
También es cofundadora de las compañías de improvisación IMPROTOPIA con los espectáculos ImproBARietés (2014) e Improtopía (2015), y de la compañía IMPREVISIBLE con el espectáculo Impro-terápia (2017).

## Activismo
Desde 2022 imparte la asignatura de Género y humor - Humor en los márgenes en el Master de Comunicación y género de la Universidad Autónoma de Barcelona.
Combina el arte con el activismo social, de género y LGTBIQ+ e imparte talleres de teatro en el programa de reducción de daños para mujeres cis y trans en situación de pobreza, sin hogar o usuarias de drogas, en la cooperativa Metzineres en el barrio del Raval de Barcelona.

## Filmografía

### Televisión
- Oh My Goig (2019)
- Los hombres de Paco (2020)
- Paraíso (2021)
- Valeria no se va (2022)
- Joyas Queer (2024)

### Cortometrajes
- Plancton (2025)

### Largometrajes
- La cifra negra (2018)
- Velvet calling (2018)
- El rastre del llop (2025)

### Videoinstalación
- Screber is a woman! (2020)[6]

## Teatro
- Waitts FM, de Albert Boronat / Nicolas Chevaillier i Ana Roca (2012) La cuina del Grec12
- Gala, de Jérôme Bel Festival Grec 18 Festival Griego
- Raja de Melyna Preira (2019)
- Transitos, de David Teixidó (2020) Festival Grec20
- As buffard as possible de Pauline L. Boulba y Aminata Labor (Salmon 2022)
- Reset, de la compañía de teatro Ella (2022)[7]
- Primera sangre, escrita y dirigida por María Velasco (2024)[8]

### Stand-up comedy
Es autora de los monólogos
- Por tu pulpa pulpita (2011-2014) en el Café-teatre Llantiol El Llantiol[9]
- Monólogos poligoneros (2015-2017) en el Teatreneu[10]
- Género y figura (2022)[3][11]

## Premios y reconocimientos
En 2019 recibió el Premio Bruguera de Cómic y Novela Gráfica por su obra Tierra trágame que creó con la ilustradora Myriam Cameros.
En 2025 recibió el Premio Nazario en la categoría de Comedia por su monólogo Género y figura.